# Консепсьйон-де-ла-Вега
Консепсьйо́н-де-ла-Ве́га (ісп. Concepciόn de la Vega) — місто в Домініканській Республіці, адміністративний центр провінції Ла-Вега.
Місто розташоване в центральній частині країні, у долині Вега-Реаль, на березі річки Каму.
Населення — 248,089 тис. чол. (2010).
Залізнична станція. Зв'язаний автошляхами зі столицею.
В місті незначні підприємства деревообробної промисловості, з переробки кави і какао тощо.
Засноване в 1495 році.
Школа пластичних мистецтв.

## Історія
Христофор Колумб заснував невеликий форт біля нинішнього Консепсион-де-ла-Вега в 1494 році. Він служив для охорони шляху у внутрішні райони долини Сібао, які як передбачалося були багаті на золото. Поступово навколо форту зросло іспанське поселення, що отримало свою нинішню назву Консепсион-де-ла-Вега. А після того, як в 1508 році було знайдено золото в долині Сібао, Консепсион-де-ла-Вега розквіт. До 1510 року Консепсион-де-ла-Вега вже стало одним з найважливіших міст європейців в Новому світі.
2 грудня 1562 року Консепсион-де-ла-Вега було зруйновано внаслідок землетрусу. Мешканці які залишилися живими перебралися на берег річки Каму, що є сучасним місцем розташування міста.
Руїни старого міста залишилися на території сільськогосподарських угідь, поки в 1970-ті роки домініканське уряд не викупив їх частину. На місці руїн першого міста є археологічний парк і невеликий музей. Протягом багатьох років поруч з'явилося містечко під назвою Пуебло Віехо, на честь першого місця, де існувало місто.

## Економіка
Місцева промисловість базується на какао, каві, тютюні, рисі, а також тваринництві.
Існує невелика, але відома броварня, яка має називу "Cervecería Vegana", відома своїми сортами "Quisqueya" і "Soberana".
Також існує фабрика, відома виготовленням ковбаси "Induveca".

### Книжковий ярмарок
Щорічно в місті проходить книжковий ярмарок «Домініканська книжковий ярмарок» (ісп. Feria del Libro de República Dominicana). На цій виставці представлені  твори як домініканських письменників, таких як Хуан Бош, Хоакін Балагер, Федеріко Гарсія Годой, так письменники інших країн, такі як Габріела Містраль, Рубен Даріо, Габрієль Гарсія Маркес та інших. Також демонструються громадськості деякі театральні роботи.
Ярмарок святкується щорічно у вересні місяці і  триває близько тижня. Ярмарок привертає до міста редакторів та пісьменників з усієї країни.

## Відомі уродженці
- Хуан Бош (1909-2001) - політичний діяч, історик і письменник, президент Домініканської Республіки (1963)
- Гарсіа-Годой Ектор (1921-1970) - «тимчасовий» президент Домініканської Республіки (1965-1966)
- Антоніо Гусман Фернандес (1911-1982) - політик і бізнесмен, президент Домініканської Республіки (1978-1982)

## Галерея

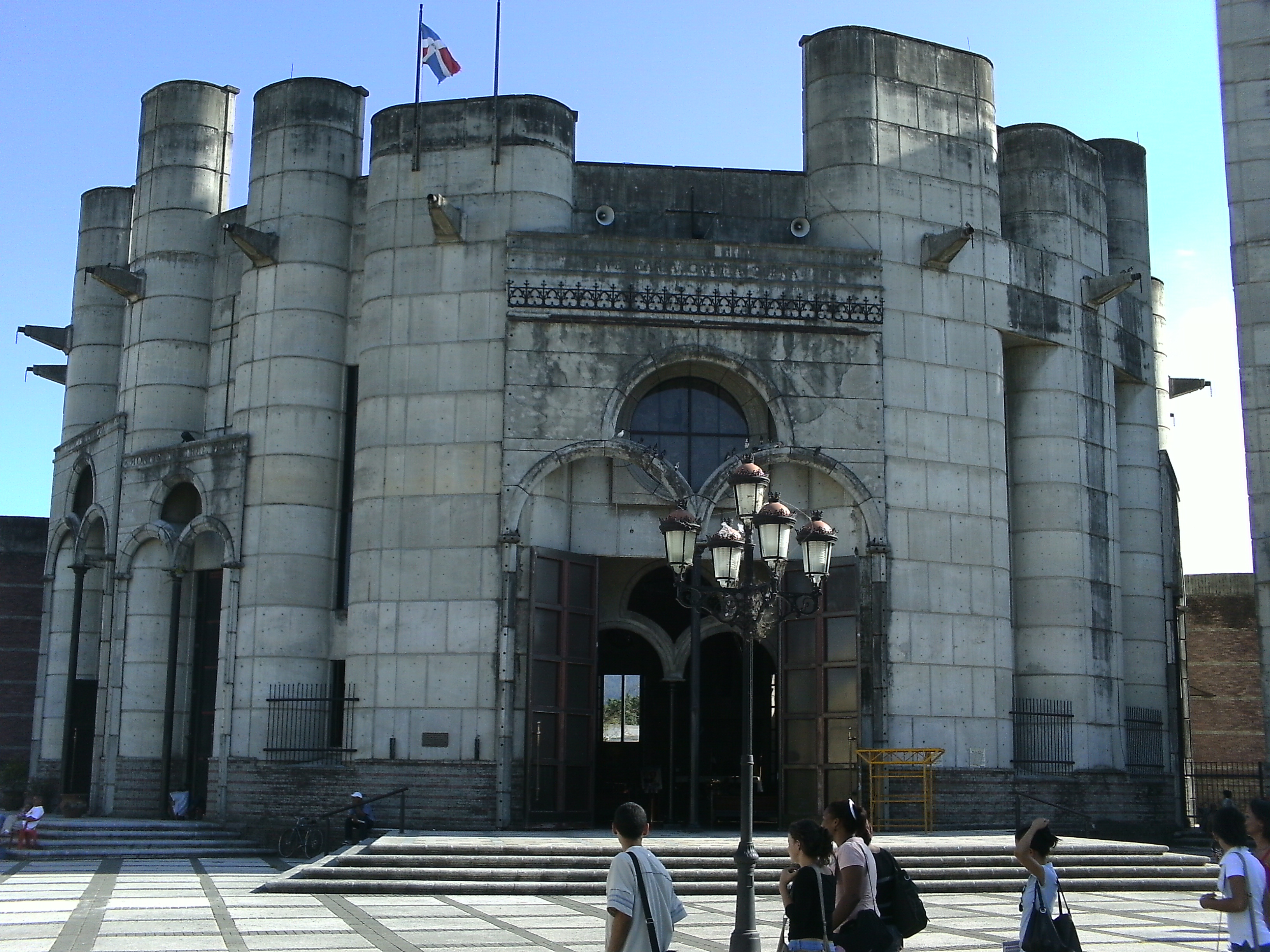
Катедральний собор Непорочного зачаття Пресвятої Діви Марії
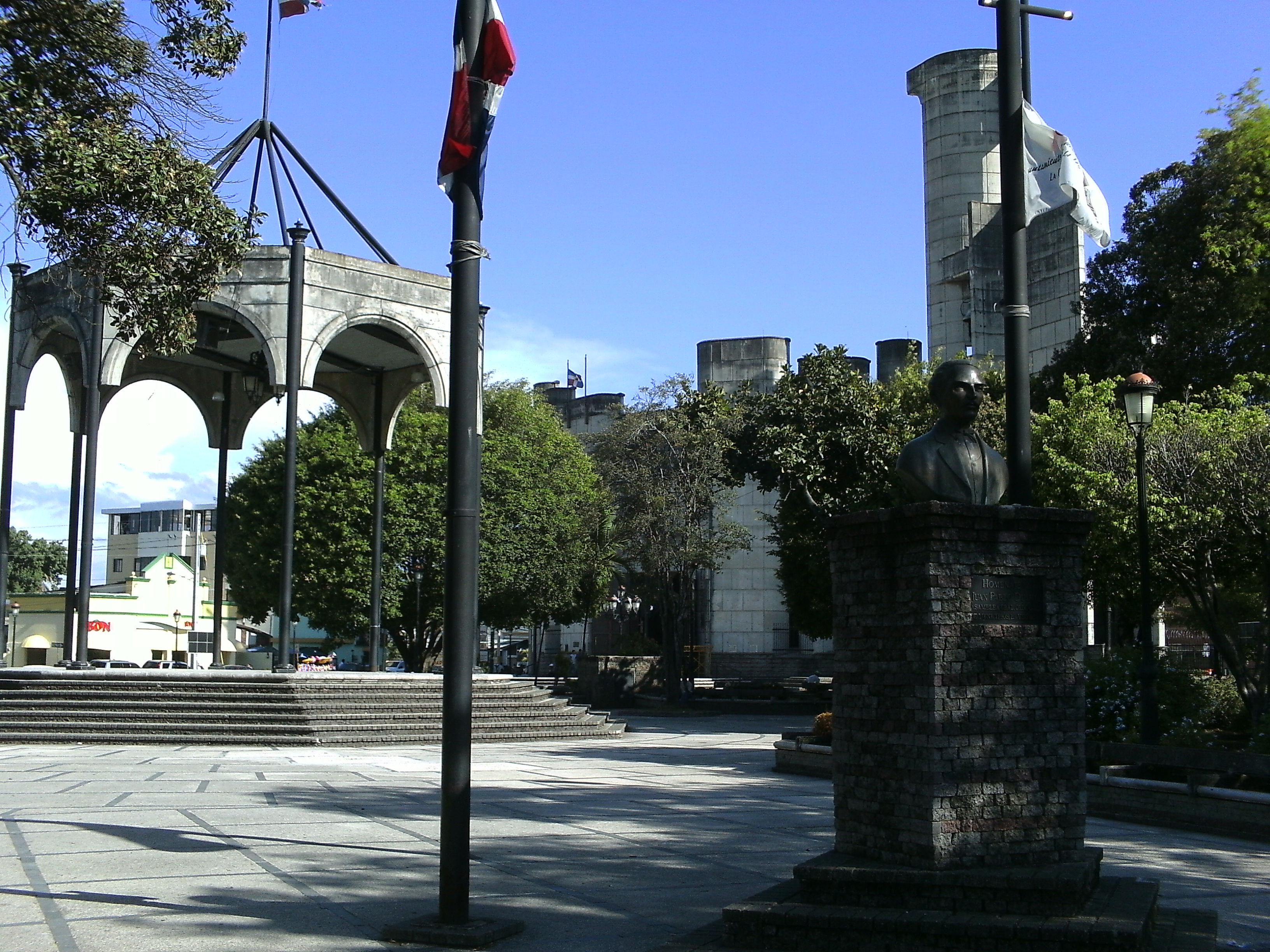
Майдан Дуарте
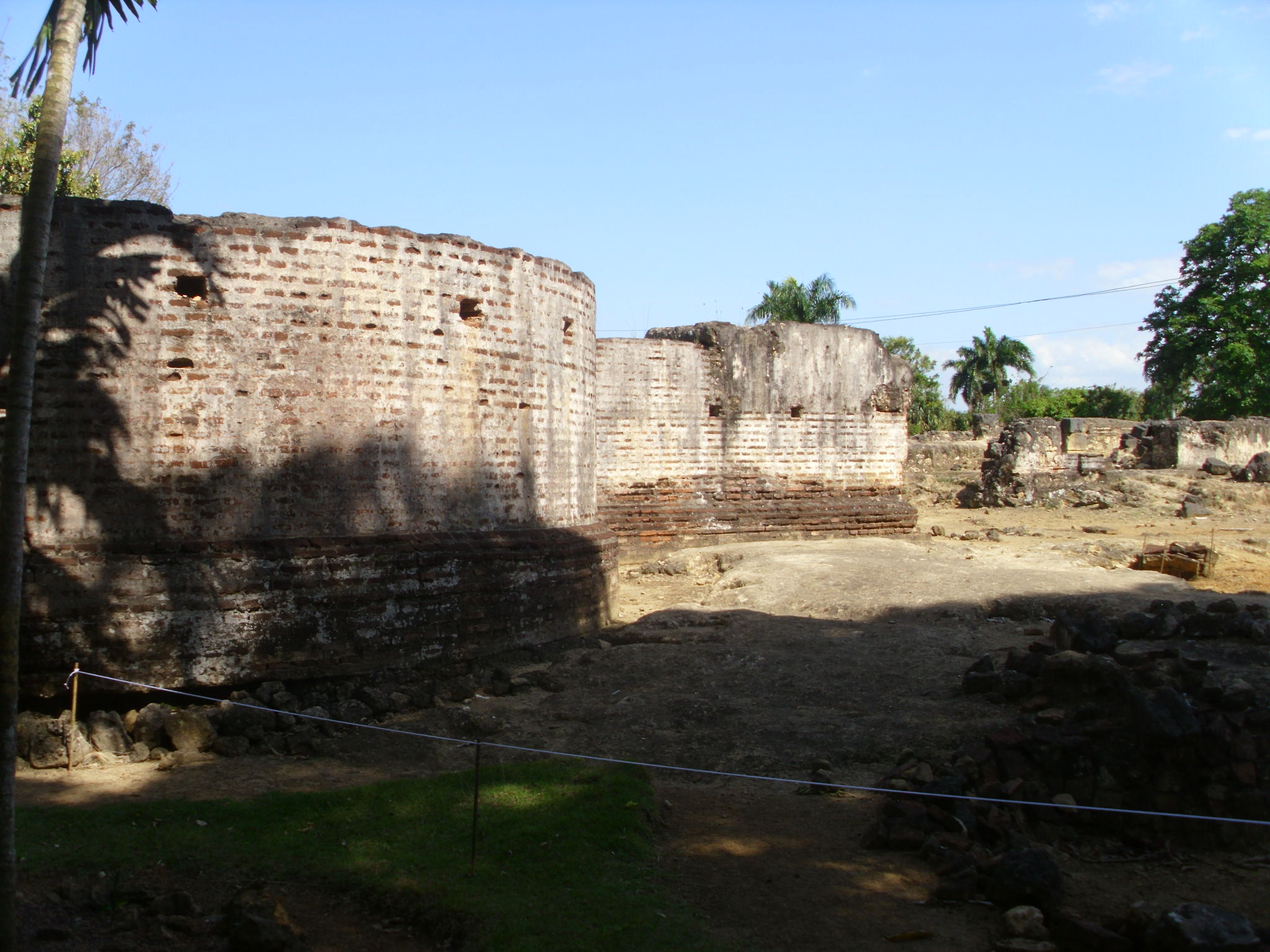
Руїни старого міста (Стара Ла Вега)
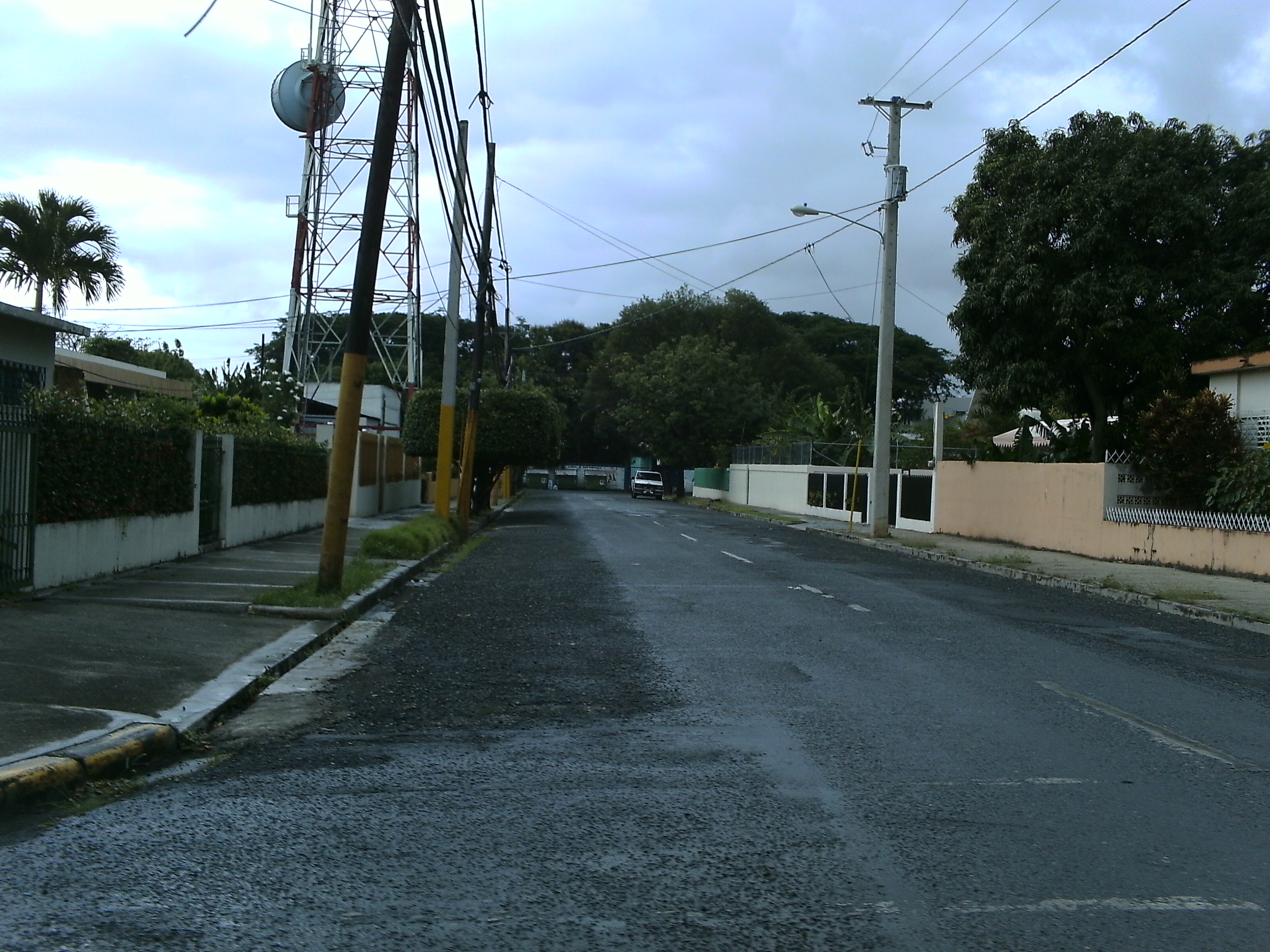
Типовий район міста
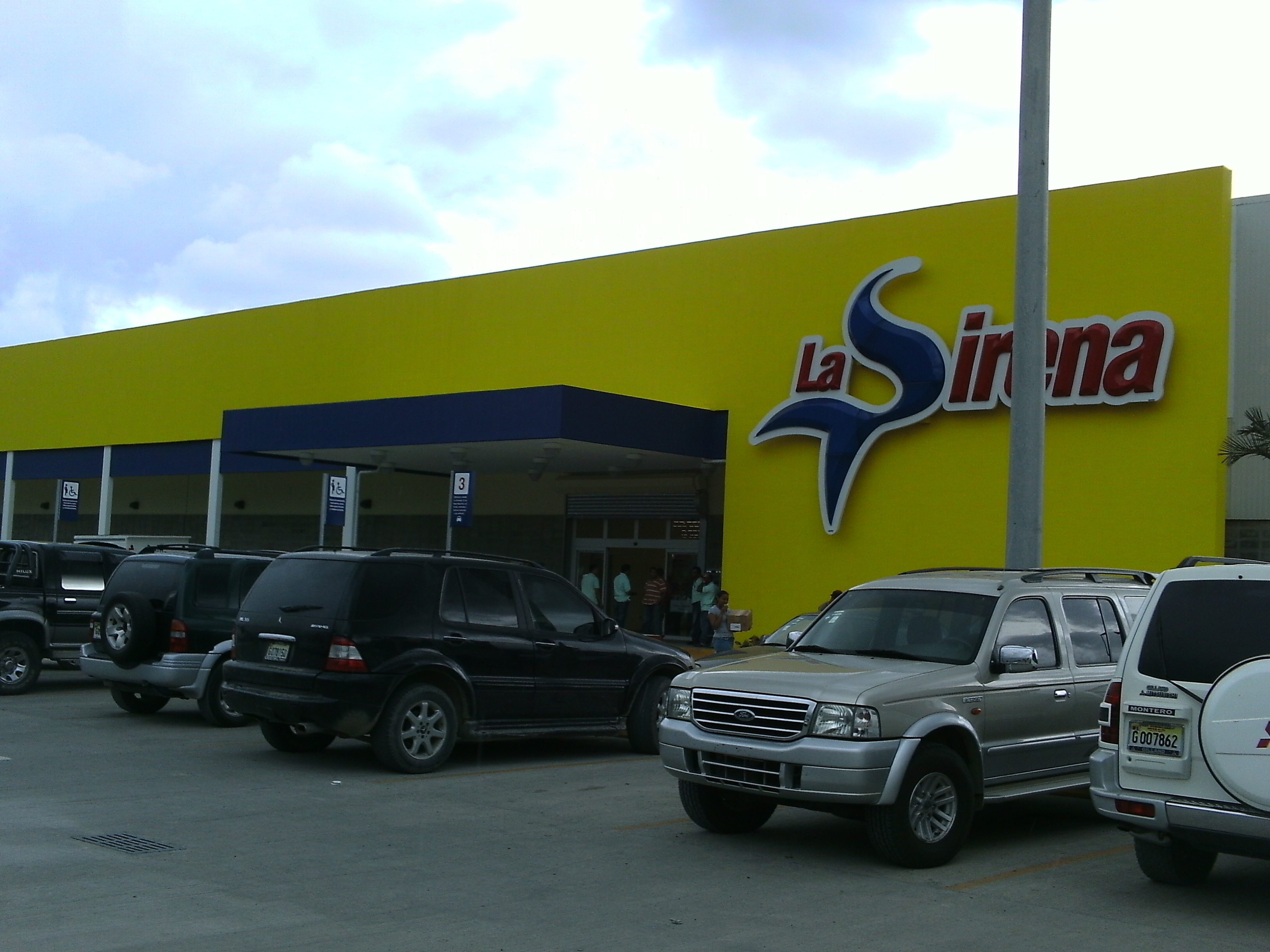
Торговельний центр в Ла Вега
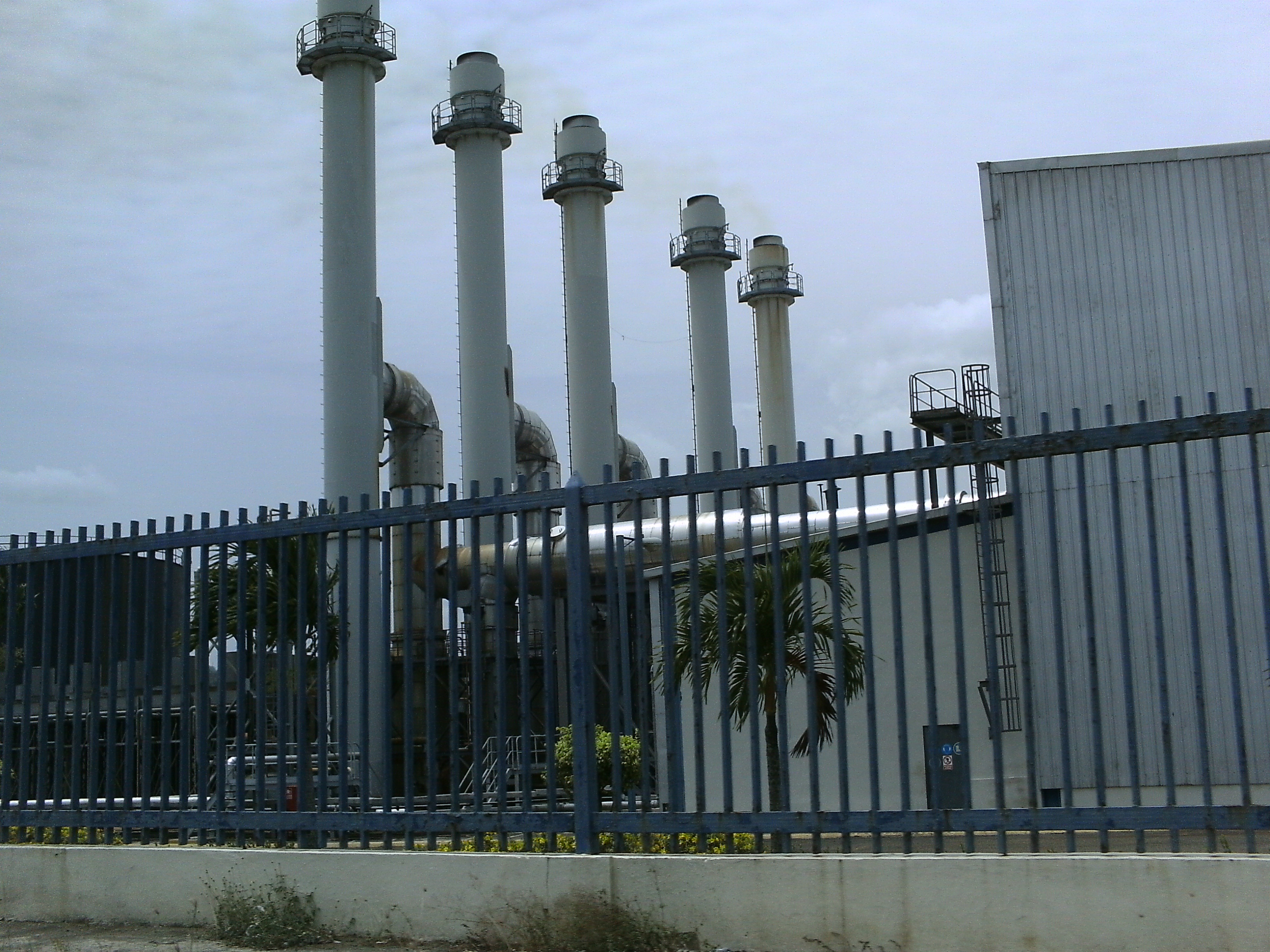
Електрична централь міста
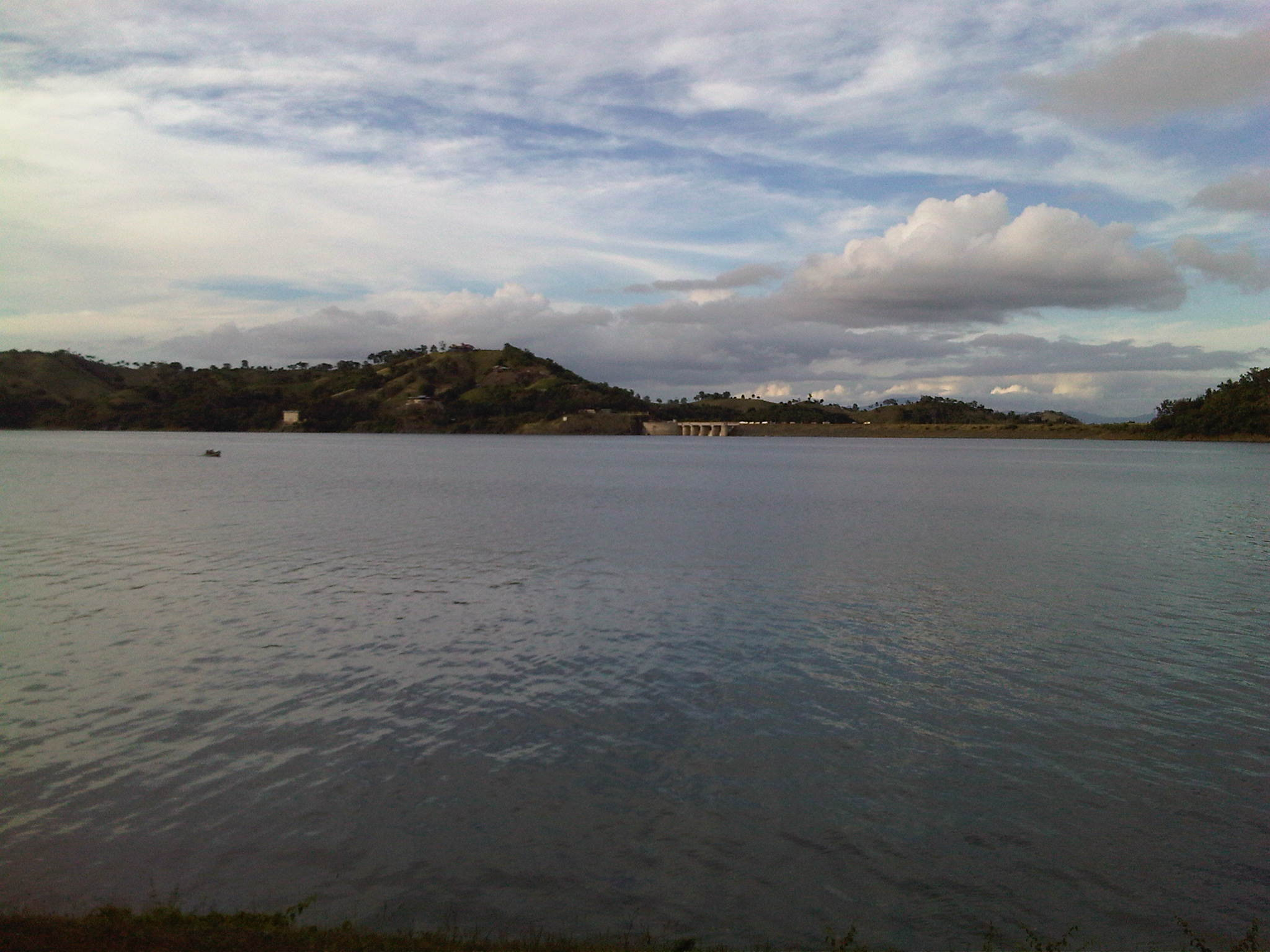
Гача Тавераз. Панорама